# Wustrow (Mecklembourg)
Wustrow est une municipalité allemande située dans le land de Mecklembourg-Poméranie-Occidentale et l'Arrondissement du Plateau des lacs mecklembourgeois.

## Personnalités liées à la ville
- Karl Friedrich Schultz (1766-1837), botaniste né à Canow.